# Alan Chadwick
Pour les articles homonymes, voir Chadwick.
Alan Chadwick, né le 27 juillet 1909 au Royaume-Uni et mort le 25 mai 1980, est un jardinier britannique qui conçoit et diffuse l'agriculture biologique intensive.

## Biographie
Alan Chadwick est né à St Leonards-on Sea dans une famille aristocratique. Très jeune, il commence le théâtre et le jardinage. Il a Rudolf Steiner l'initiateur de l'agriculture biodynamique, une relation de sa mère, comme formateur. Il fait des études d'horticulture au Royaume-Uni et sur le continent avant de renier son héritage pour faire une carrière théâtrale.
Il s'engage dans la marine lors de la seconde guerre mondiale. Il revient avec une blessure au dos.
Au début des années 1950, il émigre en Afrique du sud ou il devient ami avec Freya von Moltke dont il restera proche toute sa vie. Freya von Moltke et ses deux enfants retournent en Allemagne en 1956. Il réalise le jardin de l'Amirauté Britannique au Cap.
À partir des années 1960, il crée des jardins aux Bahamas et à New York. Son œuvre principale est la création, à partir de 1967, du jardin et  du programme de formation associé à l'Université de Californie à Santa Cruz. Dans ce cadre, il diffuse le concept d'agriculture biointensive. Après 1972, il crée d'autres jardins en Californie.

## L'agriculture biointensive
Cette approche d'agroécologie est inspirée de l'agriculture biodynamique et de la méthode de maraîchage intensif pratiqué depuis longtemps en horticulture  française. Alan Chadwick propose d'utiliser un double-béchage, une forte densité, l'association de plantes compagnes, beaucoup de compost et des semences traditionnelles.